# Eclipse solar de 26 de janeiro de 2009

Imagem da Terra vista do espaço, com a sombra do eclipse.

O Eclipse solar de segunda-feira, 26 de janeiro de 2009 foi anular, e pôde ser visto apenas pela população das Ilhas Cocos por completo. Já o eclipse parcial — com a Lua ocultando de 1% a 84% do diâmetro do Sol — foi visível no sul da África, sudeste da Índia e oeste da Austrália. Foi o eclipse número 50 da série Saros 131 e teve magnitude de 0,9282.
Na Indonésia, centenas de pessoas foram às ruas em Samarinda, capital da província de Kalimantan Oriental, onde mais de 90% do disco solar foi encoberto pela Lua. Algumas pessoas ignoravam os avisos, olhando diretamente para o fenômeno.